# Vasco Díaz Tanco

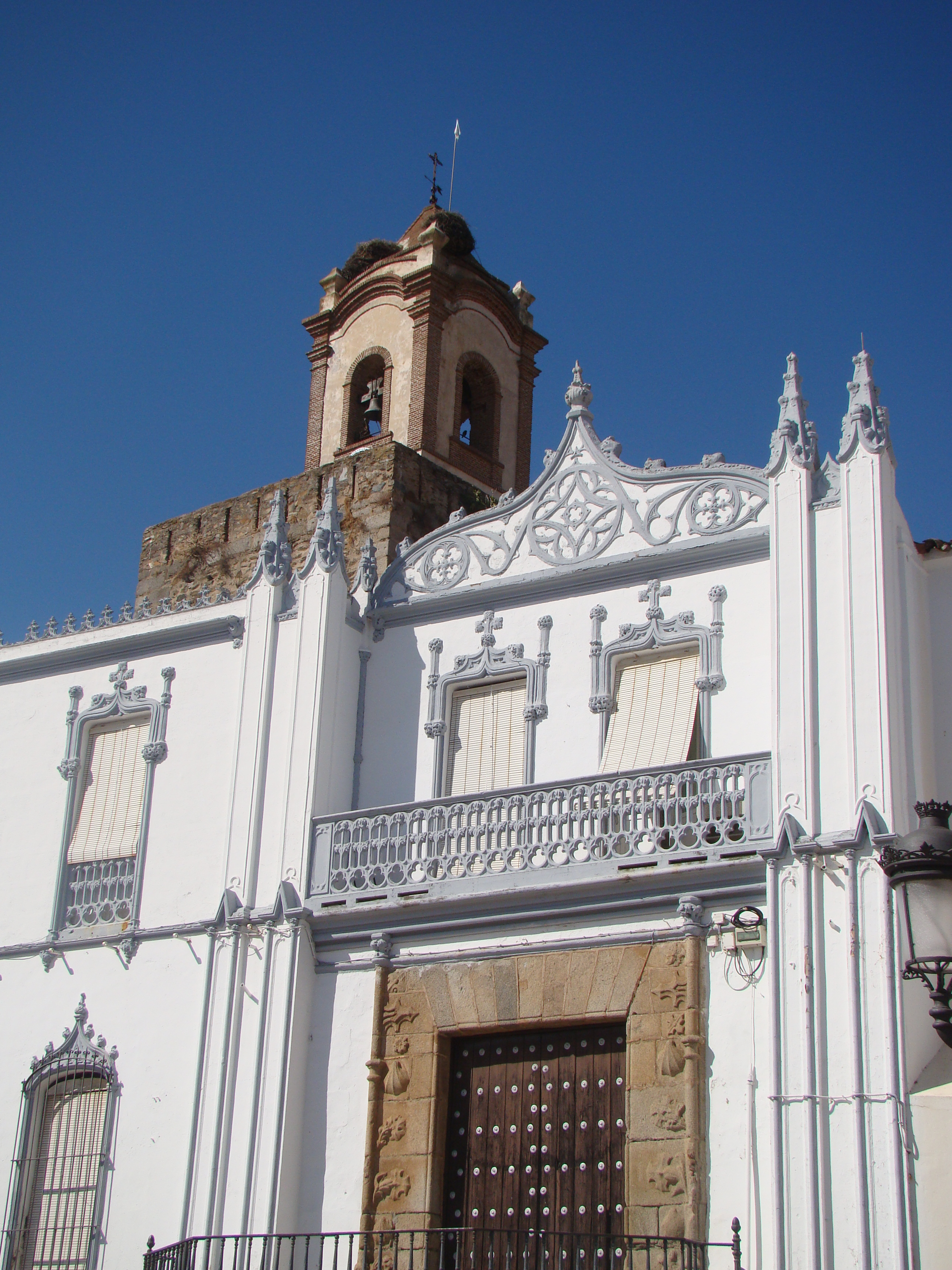
Torre del homenaje del Castillo y la fachada lateral de la casa parroquial y la iglesia de Santa María de la Plaza de Fregenal de la Sierra, ciudad natal de Vasco Díaz Tanco

Vasco Díaz Tanco (Fregenal de la Sierra, siglo XVI - 1560) fue un soldado, sacerdote, poeta, teólogo, dramaturgo y actor de teatro, aunque es sobre todo conocido por su lado más literario.  El Catálogo de la Barrera señala que fue autor de tres tragedias, tres comedias, tres sátiras, veinticuatro autos y tres coloquios; además de algunas epístolas.

## Trayectoria
Humanista de la ciudad de Fregenal de la Sierra y nacido en torno al siglo XVI, fue un autor de tres tragedias, tres comedias, tres sátiras, veinticuatro autos y tres coloquios, además de algunas epístolas.
En su juventud ejerció como militar y llegó a caer prisionero en África. Fue autor y actor dramático, poeta y escritor de diversas materias. También se dedicó a la astrología y a adivinar el porvenir. Fue historiador y clérigo de la Diócesis de Badajoz. Tampoco le fue ajena la labor de traductor.
De sus obras más conocidas destacan Jardín del alma cristiana, El Astrolabio natalicio o Cuando su rey en prisión.
Pasó los últimos años de su vida en Portugal y Galicia, lugar este último donde fijó su oficina de impresor.
Él mismo realiza un recorrido de todas las tierras en las que ha estado en su obra Jardín del alma cristiana, relacionando los nombres con los que era conocido en cada uno de estos lugares:

Ansi como a mi que en Extremadura, que es mi patria, me llaman Vasco Díaz, y en Portugal y Galicia me nombran Frexenal, y en las Canarias el bachiller Tanco, y en los reinos de Aragón y Catañuña el licenciado Casero y en partes de Francia y de Italia el doctor Estanco, y en las provincias de San Marcos el maestro Clavedan y en los reinos de Grecia Clerosteque, e no soi mas que uno; e asi déstas doce síbilas que les dan en diversas partes diversos nombres
Jardín del alma cristiana, Vasco Díaz Tanco

## Homenajes
En homenaje a este personaje se creó en 2004 el Concurso Literario Vasco Díaz Tanco como una iniciativa para fomentar la creatividad literaria llegando con la presente a la edición número XI. El concurso literario Vasco Díaz Tanco se organiza desde la biblioteca municipal de Fregenal de la Sierra a través de la Delegación de Cultural del ayuntamiento de la ciudad.
También en Fregenal la antigua calle Huerto-Corujo, donde nació el frexnense, fue renombrada para denominarse Vasco Díaz Tanco.

## Obras
- Jardín del alma cristiana
- El Astrolabio natalicio
- Cuando su rey en prisión
- Terno comediario autual de Vasco Diaz Tanco de Frexenal, impreso hacia 1530 en Zaragoza, en la imprenta de Pedro Hardouin.[1]
- Terno farsario, impreso hacia 1530 en Zaragoza, en la imprenta de Pedro Hardouin.[1]
- Terno dialogal, impreso hacia 1530 en Zaragoza, en la imprenta de Pedro Hardouin.[1]
- Tragedia de Absalom
- Tragedia de Amón y Saúl
- Tragedia de Jonathan en el monte Gelboe
- Los seis aventureros de España, y cómo el uno va a las Indias, y el otro a Italia, y el otro a Flandes, y el otro está preso, y el otro anda en pleitos, y el otro en religión, y no hay más de estos seis